# Vince DiCola
Vince DiCola, né en 1957 à Lancaster en Pennsylvanie, est un compositeur américain de musiques de films.
Il est notamment connu pour sa composition sur le film Rocky IV, pour lequel il fut l'un des premiers à exploiter les capacités de séquençage numérique des synthétiseurs Fairlight CMI et Synclaviers II.

## Filmographie
- 1983 : Staying Alive de Sylvester Stallone (co-écriture avec Frank Stallone des chansons "Far From Over", "Royale Theater Show", "Hope We Never Change", "Waking Up", "Moody Girl", "I'm Never Gonna Give You Up", "The Winning End")
- 1985 : Rocky 4 (Rocky IV) de Sylvester Stallone
- 1986 : La Guerre des robots (The Transformers: The Movie) de Nelson Shin
- 2004 : Sci-Fighters d'Art Camacho
- 2006 : Soft Target  d'Art Camacho
- 2015 : Deceptihogs Revenge d'Antti Kemppainen (court métrage)

## Ludographie
- 2012 : Saturday Morning RPG
- 2014 : Angry Birds Transformers
- 2015 : Transformers: Devastation

## Albums solo
- 1986 : Piano Solos, Artful Balance Records (ABD-7202)
- 2001 : In-VINCE-ible, Damn Swell Garage Records
- 2004 : Falling Off a Clef

## Albums collectifs
- 1995 : Thread, Laughing Gull (PHD8-96), avec Doane Perry et Ellis Hall
- 1996 : Life in Paradise, avec le groupe Storming Heaven (Rick Livingston, Doane Perry, Curtis Taylor, Casey Young)
- 2006 : Pity The Rich, avec Vincent Kendall, Paul Ill, Reeves Gabrels, Doane Perry
- 2006 : Found Objects (EP), avec  Paul Ill et Doane Perry